# Tiësto
Tiësto, właśc. Tijs Michiel Verwest (ur. 17 stycznia 1969 w Bredzie) – holenderski DJ i producent muzyczny, a także prezenter radiowy. Uznawany za jednego z najpopularniejszych i utytułowanych DJ-ów na świecie.
Wielokrotnie wyróżniony tytułem najlepszego DJ-a w plebiscycie czasopisma „DJ Magazine” (w latach 2002–2004 zajmował pierwsze miejsce na liście „100 najlepszych międzynarodowych DJ-ów”, w latach 2005, 2007–2009, 2012 zajmował drugie miejsce, a w 2006, 2010 i 2011 trzecie ).). Został nazwany „najlepszym DJ–em wszech czasów” przez magazyn „Mix” w ankiecie głosowanej przez czytelników. W 2013 roku uznany za „najlepszego DJ-a ostatnich 20 lat” przez czytelników „DJ Magazine”. Współprodukował nagrania z Arminem van Buurenem (w projektach Alibi i Major League) czy Ferrym Corstenem (Gouryella), oraz współpracował z wykonawcami, takimi jak Timbaland, Justin Timberlake, Maxi Jazz (Faithless) oraz Madonną. Prowadzi autorską audycję radiową Tiësto’s Club Life.

## Życiorys
Karierę rozpoczął od organizowania i prowadzenia imprez szkolnych. Współpracował z kilkunastoma klubami w Holandii, gdzie zdobywał doświadczenie w miksowaniu utworów muzycznych. Wkrótce potem nawiązał współpracę z agencją artystyczną ID&T Agency. Wtedy też poznał swojego późniejszego przyjaciela Arny Binka, z którym w 1997 założył wytwórnię muzyczną Black Hole Recordings, która współpracuje z koncernem medialnym Universal Music Group.
Zyskał popularność za sprawą remiksów, które tworzy od 1999. W 2000 jego remiks nagrania „The Silence” Delerium znalazł się na szczytach zestawień muzycznych w USA. W 2001 uruchomił Magic Music, część wytwórni, która wydaje remiksy jego ulubionych piosenek.
Posiada swoją figurę w gabinecie figur woskowych Madame Tussaud. W 2003 zorganizował swój pierwszy solowy koncert oraz zdobył tytuł najlepszego holenderskiego wykonawcy podczas MTV Europe Music Awards.

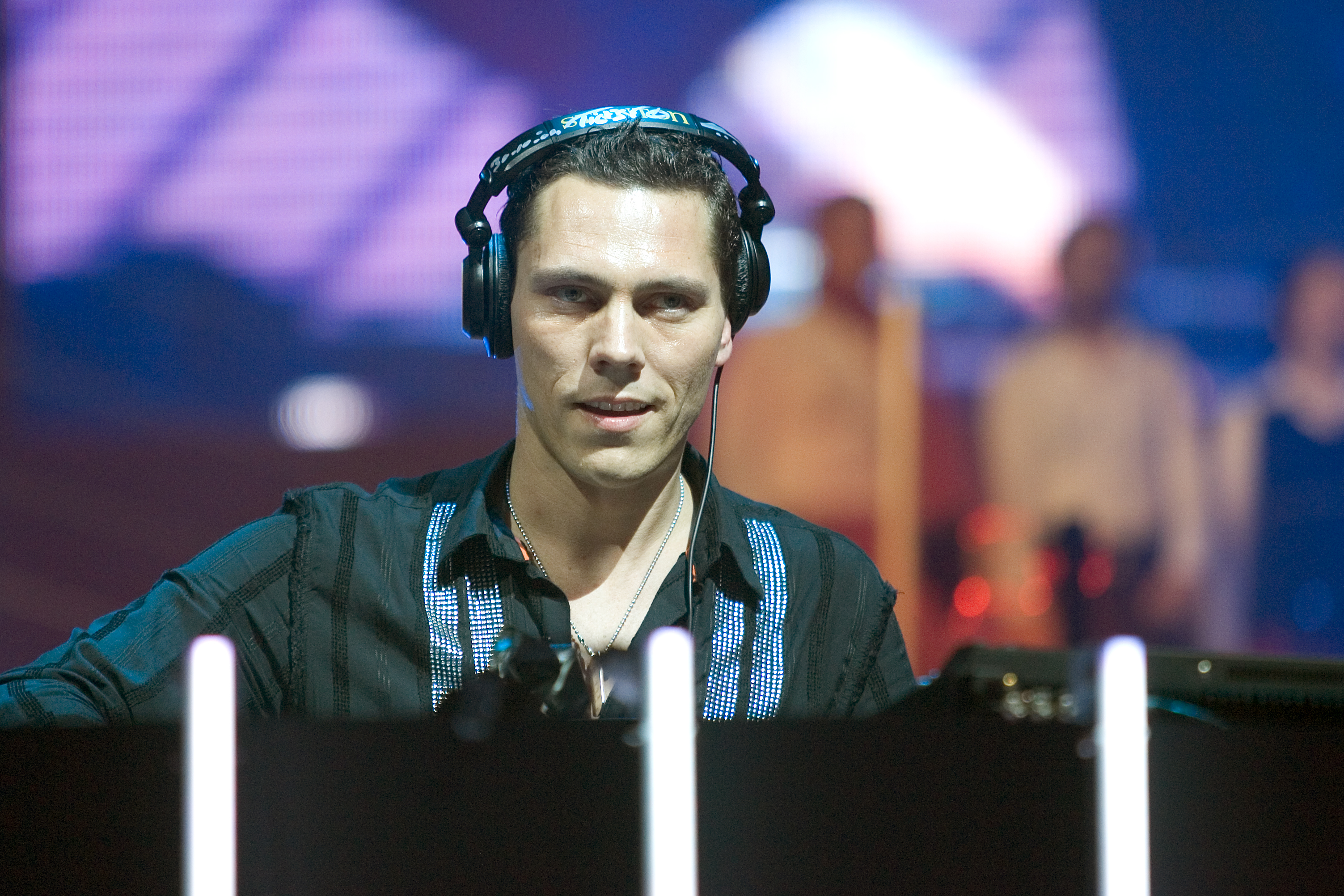
Tiësto (2004)

W 2004 wystąpił podczas koncertu na Igrzyskach Olimpijskich w Atenach. Specjalnie na tę okazję stworzył album Parade of the Athletes. W 2004 roku zagrał także w komedio-dramacie pt. It's All Gone Pete Tong, związany z życiem Franka Wilde’a oraz w filmie Hey DJ również traktującym o muzyce klubowej. Tiësto od 2006 roku jest głównym ambasadorem organizacji Dance4life, która pomaga młodym ludziom chorym na AIDS. Specjalnie dla tego celu wraz z Maxi Jazzem skomponował utwór „Dance4Life”. W tym samym roku firma Reebok podpisała z nim kontrakt na produkcję odzieży sportowej sygnowanej jego imieniem.
W 2007 został otwarty klub DJ-a Tiësto o nazwie Cineac w Amsterdamie. Pod koniec 2007 roku wraz z domem mody Giorgia Armaniego, Armani Exchange zaprojektował serię koszulek „Remix the Future”. Dochód ze sprzedaży odzieży został przekazany na rzecz organizacji charytatywnej Mercy Corps.
8 lutego 2015, podczas gali wręczenia nagród Grammy w Los Angeles, otrzymał statuetkę w kategorii Najlepsze zremiksowane nagranie – muzyka rozrywkowa za remiks do utworu „All of Me” Johna Legenda.
21 września 2019 poślubił modelkę Annikę Backes.

## Dyskografia

### Albumy studyjne
| Rok                            | Tytuł                                                                                       | Pozycja na liście | Pozycja na liście | Pozycja na liście | Pozycja na liście | Pozycja na liście | Pozycja na liście | Pozycja na liście | Pozycja na liście | Pozycja na liście | Certyfikat                                                                   |
| Rok                            | Tytuł                                                                                       | NLD               | GBR               | CHE               | IRE               | POL               | DEU               | AUS               | BEL (WA)          | BEL (FL)          | Certyfikat                                                                   |
| ------------------------------ | ------------------------------------------------------------------------------------------- | ----------------- | ----------------- | ----------------- | ----------------- | ----------------- | ----------------- | ----------------- | ----------------- | ----------------- | ---------------------------------------------------------------------------- |
| 2001                           | In My Memory - Data: 6 listopada 2001 - Wydawca: Black Hole Recordings                      | 25                | –                 | –                 | –                 | –                 | –                 | –                 | –                 | –                 | - NLD: złota płyta                                                           |
| 2004                           | Just Be - Data: 1 czerwca 2004 - Wydawca: Black Hole Recordings                             | 1                 | 54                | –                 | –                 | –                 | 51                | –                 | 96                | 2                 | - NLD: złota płyta - UK: srebrna płyta                                       |
| 2007                           | Elements of Life - Data: 10 kwietnia 2007 - Wydawca: Black Hole Recordings                  | 1                 | 14                | 77                | 5                 | 15                | 62                | –                 | 3                 | 2                 | - NLD: złota płyta - CAN: złota płyta - POL: złota płyta - UK: srebrna płyta |
| 2009                           | Kaleidoscope - Data: 6 października 2009 - Wydawca: Musical Freedom, Ultra                  | 2                 | 20                | 73                | 5                 | 26                | 61                | 31                | 9                 | 13                | - CAN: złota płyta                                                           |
| 2014                           | A Town Called Paradise - Data: 16 czerwca 2014 - Wydawca: Universal Music                   | 11                | 22                | 12                | 22                | –                 | 45                | 18                | 15                | 26                |                                                                              |
| 2020                           | The London Sessions - Data: 15 maja 2020 - Wydawca: Muiscal Freedom, PM:AM, Universal Music | 54                | 64                | –                 | 75                | –                 | –                 | –                 | –                 | –                 | - POL: platynowa płyta                                                       |
| 2023                           | Drive - Data: 21 kwiecień 2023 - Wydawca: Musical Freedom, Atlantic                         | 36                | -                 | -                 | 19                | -                 | -                 | 26                | -                 | -                 |                                                                              |
| „–” pozycja nie była notowana. |                                                                                             |                   |                   |                   |                   |                   |                   |                   |                   |                   |                                                                              |

### Kompilacje
| 2004                           | Parade of the Athletes - Data: 2 listopada 2004 - Wydawca: Black Hole Recordings               | 4  | –  | 85 | 91 | 18 | - NLD: złota płyta - UK: srebrna płyta |
| 2005                           | Perfect Remixes Vol. 3 - Data: 22 lutego 2005 - Wydawca: Warlock Records                       | –  | –  | –  | –  | –  |                                        |
| 2005                           | Best of System F & Gouryella (Part 1) - Data: 4 lipca 2005 - Wydawca: Black Hole Recordings    | –  | –  | –  | –  | –  |                                        |
| 2006                           | Best of System F & Gouryella (Part 2) - Data: 1 maja 2006 - Wydawca: Black Hole Recordings     | –  | –  | –  | –  | –  |                                        |
| 2008                           | Kamaya Painters: The Collected Works - Data: 21 kwietnia 2008 - Wydawca: Black Hole Recordings | –  | –  | –  | –  | –  |                                        |
| 2010                           | Magikal Journey - Data: 17 maja 2010 - Wydawca: Magik Muzik                                    | 11 | 27 | 58 | 4  | 2  | - UK: srebrna płyta                    |
| „–” pozycja nie była notowana. |                                                                                                |    |    |    |    |    |                                        |

### Remix albumy
| 2005                           | Just Be: Remixed - Data: 7 lutego 2005 - Wydawca: SongBird, Magik Muzik, Nettwerk      | –  | –  | –  | –  | –  |
| 2008                           | Elements of Life: Remixed - Data: 9 czerwca 2008 - Wydawca: Magik Muzik, Ultra Records | 61 | 91 | 37 | –  | –  |
| 2010                           | Kaleidoscope: Remixed - Data: 31 sierpnia 2010 - Wydawca: Musical Freedom              | 37 | –  | –  | 11 | 38 |
| „–” pozycja nie była notowana. |                                                                                        |    |    |    |    |    |

### Albumy wideo
| 1999                           | Live at Innercity: Amsterdam RAI - Data: 15 marca 1999 - Wydawca: ID&T                        | –  | – | – |                                       |
| 2003                           | Another Day at the Office - Data: 11 czerwca 2003 - Wydawca: Black Hole Recordings            | –  | – | – |                                       |
| 2003                           | Tiësto in Concert - Data: 6 października 2003 - Wydawca: Black Hole Recordings                | –  | – | – | - NLD: złota płyta                    |
| 2004                           | Tiësto in Concert 2 - Data: 26 listopada 2004 - Wydawca: Black Hole Recordings                | –  | – | – | - NLD: złota płyta - CAN: złota płyta |
| 2008                           | Copenhagen: Elements of Life World Tour - Data: 7 marca 2008 - Wydawca: Black Hole Recordings | 40 | 1 | 3 | - NLD: złota płyta - CAN: złota płyta |
| „–” pozycja nie była notowana. |                                                                                               |    |   |   |                                       |

### Miksy Dj-skie
| - 1995 Forbidden Paradise 3: The Quest for Atlantis - 1995 Forbidden Paradise 4: High as a Kite - 1996 Forbidden Paradise 5: Arctic Expedition - 1996 Lost Treasures: Isle of Ra - 1996 Lost Treasures: Concerto for Sonic Circles - 1996 Forbidden Paradise 6: Valley of Fire - 1997 Magik One: First Flight - 1997 Lost Treasures: Creatures of the Deep - 1998 Forbidden Paradise 7: Deep Forest - 1998 Global Clubbing: The Netherlands - 1998 Space Age 1.0 - 1998 Magik Two: Story of the Fall - 1998 Magik Three: Far from Earth - 1999 Space Age 2.0 - 1999 Live at Innercity: Amsterdam RAI - 1999 Magik Four: A New Adventure - 1999 In Search of Sunrise | - 2000 Magik Five: Heaven Beyond - 2000 Magik Six: Live in Amsterdam - 2000 Summerbreeze - 2000 In Search of Sunrise 2 - 2001 Revolution - 2001 Magik Seven: Live in Los Angeles - 2002 In Search of Sunrise 3: Panama - 2003 Nyana - 2005 In Search of Sunrise 4: Latin America - 2006 In Search of Sunrise 5: Los Angeles - 2007 In Search of Sunrise 6: Ibiza - 2008 In Search of Sunrise 7: Asia - 2011 Club Life: Volume One Las Vegas - 2012 Club Life: Volume Two Miami - 2012 Dance (RED) Save Lives - 2013 Club Life: Volume Three Stockholm - 2015 Club Life: Volume Four New York City |

### Single
- 1994: „Trip to Heaven” (jako T-Scanner)
- 1994: „Arabsession” (jako DJ Limited)
- 1994: „Spiritual Wipe Out” (jako Da Joker)
- 1994: „In the Ghetto” (jako Da Joker)
- 1996: „Second Game” (jako Tom Ace)
- 1996: „The Tube”
- 1996: „In My Heart” (jako Paradise in Dubs)
- 1996: „Blackspin” (jako Passenger)
- 1997: „Chapter Two” (jako Stray Dog)
- 1997: „Shandar”
- 1998: „Our Love” (jako Roze)
- 1998: „Groove Lounge” (jako Wildbunch)
- 1998: „Return of Groove Lounge” (jako Wildbunch)
- 1998: „When She Left” (jako Allure)
- 1998: „Flying Squirrel Problem” (jako Drumfire)
- 1998: „Turn Me On Now” (jako Ceres)
- 1999: „Bleckentrommel” (oraz DJ Montana & Storm)
- 1999: „Gimme Some Sugar” (oraz DJ Montana & Storm)
- 1999: „Cruising” (jako Allure)
- 1999: „Mirror” (jako Stray Dog)
- 1999: „The Next Chapter” (jako Stray Dog)
- 1999: „Rejected” (jako Allure)
- 1999: „Lethal Industry”
- 1999: „Sparkles”
- 1999: „Theme From Norefjell”
- 2000: „No More Tears” (jako Allure; oraz Cor Fijneman)
- 2000: „Silence”
- 2000: „We Ran at Dawn” (jako Allure)
- 2001: „Battleship Grey”
- 2001: „Innocente (Falling in Love)”
- 2001: „Flight 643”
- 2001: „Suburban Train”
- 2001: „Urban Train”
- 2002: „In My Memory”
- 2002: „643” (gościnnie: Suzanne Palmer)
- 2002: „Magik Journey”
- 2002: „Rain Down on Me”
- 2002: „Obsession” (oraz Junkie XL)
- 2003: „Traffic”
- 2004: „Dallas 4pm”
- 2004: „Love Comes Again” (oraz BT)
- 2004: „Just Be” (gościnnie: Kirsty Hawkshaw)
- 2005: „Adagio for Strings”
- 2005: „UR”
- 2005: „A Tear in the Open”
- 2006: „The Loves We Lost” (jako Allure)
- 2006: „Dance4Life” (gościnnie: Maxi Jazz)
- 2007: „Somewhere Inside” Of Me (jako Allure; gościnnie: Julie Thompson)
- 2007: „He’s a Pirate”
- 2007: „Dancing Water” (jako Jedidja oraz Dennis Waakop Reijers)
- 2007: „High Glow” (oraz Dennis Waakop Reijers & Jes Brieden jako Taxigirl)
- 2007: „In the Dark” (gościnnie: Christian Burns)
- 2007: „Break My Fall” (oraz BT)
- 2007: „Tell Me” (jako Clear View)
- 2007: „A New Dawn” (jako Steve Forte Rio)
- 2007: „Breathing” (jako D’Alt Vila)
- 2008: „Power of You” (jako Allure; gościnnie: Christian Burns)
- 2008: „Global Harmony”
- 2008: „Alone in the Dark”
- 2008: „Traffic” (gościnnie: Metropole Orkest)
- 2009: „I Will Be Here” (gościnnie: Sneaky Sound System)
- 2009: „Escape Me” (gościnnie: C.C. Sheffield)
- 2009: „Feel It” (gościnnie: Three 6 Mafia, Flo Rida & Sean Kingston)
- 2010: „I Miss You”
- 2010: „No Memory From Yesterday”
- 2010: „Bombage”
- 2010: „Century” (oraz Calvin Harris)
- 2010: „Feel It in My Bones” (gościnnie: Tegan & Sara)
- 2010: „Ever Enough” (jako Allure)
- 2010: „Cameroon Highlands” (jako D’Alt Vila)
- 2010: „Who Wants to Be Alone” (gościnnie: Nelly Furtado)
- 2010: „Speed Rail”
- 2010: „We Live for the Music”
- 2010: „C’ Mon” (oraz Diplo)
- 2011: „Zero 76” (oraz Hardwell)
- 2011: „Beautiful World” (oraz Mark Knight; gościnnie: Dino)
- 2011: „Don’t Ditch” (oraz Marcel Woods)
- 2011: „Young Lions”
- 2011: „Slumber” (jako Steve Forte Rio)
- 2011: „Maximal Crazy”
- 2011: „Show Me the Way” (jako Allure; gościnnie: JES)
- 2011: „We Rock” (oraz Angger Dimas & Showtek jako Boys Will Be Boys)
- 2011: „Green Sky”
- 2011: „Tornado” (oraz Steve Aoki)
- 2011: „On the Wire” (jako Allure; gościnnie: Christian Burns)
- 2011: „What Can We Do” (gościnnie: Anastacia)
- 2012: „Chasing Summers”
- 2012: „We Own the Night” (oraz Wolfgang Gartner; gościnnie: Luciana)
- 2012: „Make Some Noise” (oraz Swanky Tunes; gościnnie: Ben McInerey)
- 2012: „Hell Yeah!” (oraz Showtek)
- 2012: „Pair of Dice” (jako Allure)
- 2012: „Pride” (versus U2)
- 2013: „United” (oraz Alvaro & Quintino)
- 2013: „Take Me” (gościnnie: Kyler England)
- 2013: „Back to the Acid” (oraz MOTi)
- 2013: „Shocker” (oraz DJ Punish)
- 2013: „Paradise” (oraz Dyro)
- 2013: „Move to the Rhythm” (oraz Nari & Milani versus Delayers)
- 2013: „Out of Control” (jako TST oraz Alvaro)
- 2013: „iTrance” (oraz Disco Fries)
- 2013: „Red Lights”
- 2014: „Drop it Like This” (jako TST oraz twoloud)
- 2014: „Wasted” (gościnnie: Matthew Koma)
- 2014: „No Regular” (jako TST oraz Dani L. Mebius)
- 2014: „Let’s Go” (gościnnie: Icona Pop)
- 2014: „Light Years Away” (oraz DBX)
- 2014: „Real Life” (jako TST oraz Moguai & Amba Shepherd)
- 2014: „Say Something” (gościnnie: Emily Rowed)
- 2015: „Blow Your Mind” (oraz MOTi)
- 2015: „Secrets” (oraz KSHMR; gościnnie: Vassy) – złota płyta w Polsce[37]
- 2015: „The Only Way is Up” (oraz Martin Garrix)
- 2015: „Show Me” (oraz DallasK)
- 2015: „Change Your World”
- 2015: „Butterfiles”
- 2015: „Chant” (oraz Disco Fries)
- 2015: „Split (Only U)” (oraz The Chainsmokers)
- 2015: „Chemicals” (oraz Don Diablo; gościnnie: Thomas Troelsen)
- 2015: „Wombass” (oraz Oliver Heldens)
- 2015: „Get Down” (oraz Tony Junior)
- 2016: „The Right Song” (oraz Oliver Heldens; gościnnie: Natalie La Rose)
- 2016: „Making Me Dizzy” (oraz Bobby Puma)
- 2016: „What You’re Waiting For” (oraz Ummet Ozcan)
- 2016: „Summer Nights” (gościnnie: John Legend)
- 2016: „Infected” (oraz Jauz)
- 2016: „I Want You)” (oraz DallasK)
- 2017: „On My Way” (gościnnie: Bright Sparks)
- 2017: „Boom” (oraz Sevenn) – platynowa płyta w Polsce[38]
- 2017: „Harder” (oraz KSHMR; gościnnie: Talay Riley)
- 2017: „Scream” (oraz John Christian)
- 2017: „Carry You Home” (gościnnie: Stargate i Aloe Blacc)
- 2018: „Boom” (oraz Sevenn; gościnnie: Gucci Mane)
- 2018: „I Like It Loud” (oraz John Christian; gościnnie: Marshall Masters i The Ultimate MC)
- 2018: „Dawnbreaker” (oraz Matisse & Sadko)
- 2018: „Coming Home” (oraz Mesto)
- 2018: „Break the House Down” (oraz MOTi)
- 2018: „Jackie Chan” (oraz Dzeko; gościnnie: Preme i Post Malone) – 3x platynowa płyta w Polsce[38]
- 2018: „Wow”
- 2019: „Ritual” (oraz Jonas Blue i Rita Ora) – diamentowa płyta w Polsce[39]
- 2019: „Acordeão” (oraz Moska)
- 2019: „God Is a Dancer” (oraz Mabel) – platynowa płyta w Polsce[38]
- 2019: „Blue” (gościnnie: Stevie Appleton) – 2x platynowa płyta w Polsce[38]
- 2020: „Nothing Really Matters” (oraz Becky Hill)
- 2020: „Tomorrow” (gościnnie: 433)
- 2020: „Round & Round” (oraz Galxara)
- 2020: „Lose You” (oraz Ilira)
- 2020: „5 Seconds Before Sunrise” (jako VER:WEST)
- 2020: „Coffee (Give Me Something)” (oraz Vintage Culture)
- 2020: „The Business” – diamentowa płyta w Polsce[40]
- 2021: „Don’t Be Shy” (oraz Karol G) – 2x platynowa płyta w Polsce[30]
- 2021: „The Motto” (oraz Ava Max) – 4x platynowa płyta w Polsce[30]
- 2022: „Hot in It” (oraz Charli XCX)[41] – złota płyta w Polsce[37]
- 2022 „Baila Conmigo”[42] – złota płyta w Polsce[37]
- 2022: „10:35” (gośc. Tate McRae)[43] – platynowa płyta w Polsce[30]
- 2023: „Lay Low”[44] – 3x platynowa płyta w Polsce[30]
- 2023: „Drifting”[45] – złota płyta w Polsce[37]
- 2023: „Thank You (Not So Bad)” (oraz Dimitri Vegas & Like Mike, W&W, Dido) – 2x platynowa płyta w Polsce[30]

#### Remiksy
- 1995 West & Storm – „Dans la Boîte” (Tiësto Remix)
- 1995 Faithless – „Insomnia” (Tiësto Remix)
- 1998 The MacKenzie featuring Jessy – „Innocence” (Tiësto Remix)
- 1998 Rene & Da Groove – „You’re So Beautiful” (Tiësto and Montana Beautiful Remix)
- 1999 Subtle by Design – „Sirius” (DJ Tiësto Remix)
- 1999 Signum featuring Scott Mac – „Coming On Strong” (Tiësto Remix)
- 1999 BT – „Dreaming” (Tiësto Remix)
- 2000 Salt Tank – „Eugina” (Tiësto Remix)
- 2000 Green Court – „Shining” (Tiësto Remix)
- 2000 Goldenscan – „Sunrise” (Tiësto Remix)
- 2000 E.V.O. – „The Sound of the Drums” (Tiësto Remix)
- 2000 DJ Jan – „Blaxo” (Tiësto Remix)
- 2000 Delerium – „Silence” (Tiësto Remix)
- 2001 Motorcraft – „When Time Will Come” (DJ Tiësto Remix)
- 2001 Kid Vicious – „Re-Form” (Tiësto Remix)
- 2001 Jan Johnston – „Flesh” (Tiësto Remix)
- 2001 Faithless – „Tarantula” (Tiësto Remix)
- 2001 Delerium – „Innocente” (Tiësto Remix)
- 2001 Coast 2 Coast – „Home” (DJ Tiësto Remix)
- 2002 Roc Project featuring Tina Arena – „Never” (DJ Tiësto Remix)
- 2002 Avalon – „Can’t Live A Day” (Tiësto Remix)
- 2002 Svenson & Gielen – „We Know What You Did” (Tiësto Remix)
- 2002 Paul Oakenfold – „Southern Sun” (DJ Tiësto Remix)
- 2002 Moby – „We Are All Made of Stars” (DJ Tiësto Full Vocal Mix)
- 2002 Moby – „Extreme Ways” (DJ Tiësto’s Vocal Remix)
- 2002 Mauro Picotto – „Pulsar” (Tiësto Remix)
- 2002 Lost Witness – „Did I Dream” (DJ Tiësto Remix)
- 2002 Junkie XL & Sasha – „Breezer” (Tiësto Remix)
- 2003 Skin – „Faithfulness” (Tiësto Remix)
- 2003 Cor Fijneman – „Venus (Meant to Be Your Lover)” (Tiësto Remix)
- 2003 Radiohead – „Street Spirit” (DJ Tiësto Remix)
- 2003 M-Box featuring Tiff Lacey – „Kiss in Shadows” (Tiësto Remix)
- 2003 Madonna – „Die Another Day” (Tiësto Remix)
- 2003 Kane – „Rain Down on Me” (Tiësto Remix)
- 2004 Cirque Du Soleil – „Mer Noire” (Tiësto Remix)
- 2004 BT – „The Force of Gravity” (Tiësto Remix)
- 2006 José González – „Crosses” (Tiësto Remix)
- 2007 Snow Patrol – „Open Your Eyes” (Tiësto Remix)
- 2007 Imogen Heap – „Hide and Seek” (Tiësto Remix)
- 2007 Justin Timberlake – „LoveStoned/I Think She Knows” (Tiësto Remix)
- 2007 Tegan and Sara – „Back in Your Head” (Tiësto Remix)
- 2007 Seal – „The Right Life” (Tiësto Remix)
- 2007 Britney Spears – „Piece of Me” (Tiësto Remix)
- 2008 Cary Brothers – „Ride” (Tiësto Remix)
- 2008 Jordin Sparks – „No Air” (Tiësto Remix)
- 2008 JES – „Imagination” (Tiësto Remix)
- 2008 Tarkan – „Pare Pare” (Tiësto Remix)
- 2008 Maroon 5 – „Not Falling Apart” (Tiësto Remix)
- 2009 The Killers – „Spaceman” (Tiësto Remix)
- 2009 Calvin Harris – „I’m Not Alone” (Tiësto Remix)
- 2009 Yeah Yeah Yeahs – „Heads Will Roll” (Tiësto Remix)
- 2009 Bloc Party – „One More Chance” (Tiësto Remix)
- 2009 Nelly Furtado – „Manos Al Aire” (Tiësto Remix)
- 2009 Tastexperience – „Summersault” (Tiësto Remix)
- 2009 Editors – „Papillon” (Tiësto Remix)
- 2009 Muse – „Resistance” (Tiësto Remix)
- 2009 Dada Life – „Let’s Get Bleeped Tonight” (Tiësto Remix)
- 2009 Mylène Farmer – „C’est dans l’air” (Tiësto Remix)
- 2009 System F – „Out of the Blue 2010” (Tiësto Remix)
- 2010 Goldfrapp – „Rocket” (Tiësto Remix)
- 2010 Turboweekend – „Trouble Is” (Tiësto Remix)
- 2010 Ou Est Le Swimming Pool – „These New Knights” (Tiësto Remix)
- 2010 Amy MacDonald – „Spark” (Tiësto Remix)
- 2010 Faithless – „Tweak Your Nipple” (Tiësto Remix)
- 2010 Dirty South featuring Rudy – „Phazing” (Tiësto Remix)
- 2010 Charlie Dée – „Have It All” (Tiësto Remix)
- 2010 Pendulum – „The Island” (Tiësto Remix)
- 2010 Robbie Rivera – „We Live for the Music” (Tiësto Remix)
- 2010 Lady Gaga – „Bad Romance” (Tiësto Remix)
- 2010 Moby – „Shot in the Back of the Head” (Tiësto Remix)
- 2010 The Sound of Arrows – „Nova” (Tiësto Remix)
- 2010 HIM – „Love the Hardest Way” (Tiësto Remix)
- 2010 Miguel Bosé – „Dame Argumentos” (Tiësto Remix)
- 2011 Katy Perry – „E.T.” (Tiësto Remix)
- 2011 Ladytron – „Ace of Hz” (Tiësto Remix)
- 2011 Kanye West – „Lost in the World” (Tiësto Remix)
- 2011 The Sound of Arrows – „Nova” (Tiësto Remix)
- 2011 Kay – „M.A.J.O.R.” (Tiësto Remix)
- 2011 Hard-Fi – „Fire in the House” (Tiësto Remix)
- 2011 Marcel Woods – „Advanced” (Tiësto Remix)
- 2011 Joker featuring Silas – „Slaughter House” (Tiësto Remix)
- 2011 High Contrast featuring Tiësto and Underworld – „The First Note Is Silent” (Tiësto Remix)
- 2011 Coldplay – „Paradise” (Tiësto Remix)
- 2012 Gotye featuring Kimbra – „Somebody That I Used to Know” (Tiësto Remix)
- 2012 Autoerotique – „Bring That Beat Back” (Tiësto Remix)
- 2012 Afrojack & Shermanology – „Can’t Stop Me” (Tiësto Remix)
- 2012 The Naked & Famous – „Young Blood” (Tiësto and Hardwell Remix)
- 2012 David Guetta featuring Taped Rai – „Just One Last Time” (Tiësto Remix)
- 2012 Calvin Harris featuring Florence Welch – „Sweet Nothing” (Tiësto Remix)
- 2012 Nelly Furtado featuring The Kenyan Boys Choir – „Thoughts” (Tiësto Remix)
- 2012 Nelly Furtado – „Parking Lot” (Tiësto Remix)
- 2012 Youngblood Hawke – „We Come Running” (Tiësto Remix)
- 2013 Passion Pit – „Carried Away” (Tiësto Remix)
- 2013 Zedd featuring Foxes – „Clarity” (Tiësto Remix)
- 2013 Dada Life – „So Young So High” (Tiësto Remix)
- 2013 Showtek and Noisecontrollers – „Get Loose” (Tiësto Remix)
- 2013 Jus Jack & Oza featuring Blessid Union of Souls – „Love Is the Answer” (Tiësto Remix)
- 2013 Calvin Harris featuring Florence Welch – „Sweet Nothing” (Tiësto & Ken Loi Re-Remix)
- 2013 Tiësto, Quintino & Alvaro – „United” (Tiësto & Blasterjaxx Remix)
- 2013 Icona Pop featuring Charli XCX – „I Love It” (Tiësto Remix)
- 2013 Tiësto featuring Calvin Harris – „Century” (Tiësto & Moska Remix)
- 2013 Beyoncé – „Standing on the Sun” (Tiësto Remix)
- 2013 Ellie Goulding – „Burn” (Tiësto Remix)
- 2013 Zedd featuring Hayley Williams – „Stay the Night” (Tiësto’s Club Life Remix)
- 2013 Monkey Safari – „Coming Down (Hi-Life)” (Tiësto Remix)
- 2013 Afrojack featuring Spree Wilson – „The Spark” (Tiёsto vs. Twoloud Remix)
- 2014 Hardwell featuring Matthew Koma – „Dare You” (Tiësto vs. twoloud Remix)
- 2014 John Legend – „All of Me” (Tiësto’s Birthday Treatment Remix)
- 2014 Moxie Raia – „Buffalo Bill” (Tiësto Remix)
- 2014 Jack Eye Jones – „Playground” (Tiësto Remix)
- 2014 Galantis – „You” (Tiësto vs. Twoloud Remix)
- 2014 John Martin – „Anywhere For You” (Tiësto vs. Dzeko & Torres Remix)
- 2014 Coldplay – „Midnight” (Tiësto Remix)
- 2014 Chris Lake featuring Jareth – „Helium” (Tiësto Remix)
- 2014 3LAU – „Bang” (Tiësto Bootleg)
- 2014 R3hab – „Samurai” (Tiësto Remix)
- 2014 American Authors – „Believer” (Tiësto Remix)
- 2014 Basement Jaxx – „Never Say Never” (Tiësto & MOTi Remix)
- 2014 Sander van Doorn, Martin Garrix & DVBBS featuring Aleesia – „Gold Skies” (Tiësto Remix)
- 2014 Charli XCX – „Break the Rules” (Tiësto Remix)
- 2014 Tiësto featuring DBX – „Light Years Away” (Tiësto & MOTi Remix)
- 2014 Seven Lions featuring Ellie Goulding – „Don’t Leave” (Tiësto Remix)
- 2014 The Weeknd – „Often” (Tiësto Remix)
- 2014 Beyoncé – „Drunk in Love” (Tiësto Remix)
- 2015 Mikey B – „Stay a While” (Tiësto Remix)
- 2015 Sam Smith – „Lay Me Down” (Tiёsto Remix)
- 2015 Charles Perry – „Stranger to Love” (Tiësto Remix)
- 2015 Dotan – „Home” (Tiësto vs. twoloud Remix)
- 2015 MOTi – „House of Now” (Tiësto Edit)
- 2015 Major Lazer and DJ Snake featuring MØ – „Lean On” (Tiësto and MOTi Remix)
- 2015 Wee-O – „Fighting For” (Tiësto Edit)
- 2015 Bobby Puma – „Someone Somewhere” (Tiësto Edit)
- 2015 Firebeatz – „Sky High” (Tiësto Edit)
- 2015 The Chainsmokers – „Let You Go” (Tiësto Remix)
- 2015 Jess Glynne – „Take Me Home” (Tiësto Remix)
- 2015 Faithless – „God Is a DJ 2.0" (Tiësto Remix)
- 2015 Dzeko & Torres featuring Delaney Jane – „L’Amour Toujours” (Tiësto Edit)
- 2016 Alan Walker – „Faded” (Tiësto’s Deep House Remix)
- 2016 Alan Walker – „Faded” (Tiësto’s Northern Lights Remix)
- 2016 Dillon Francis & Kygo – „Coming Over” (Tiësto Remix)
- 2016 MUNA – „Winterbreak” (Tiësto’s Deep House Remix)
- 2016 Bastille – „Send Them Off!” (Tiësto Remix)
- 2016 Calum Scott – „Dancing On My Own” (Tiësto Remix)
- 2016 Coldplay – „A Head Full of Dreams” (Tiësto Remix)
- 2016 Calvin Harris – „My Way” (Tiësto Remix)
- 2016 DJ Snake feat. Justin Bieber – Let Me Love You (Tiësto’s AFTR:HRS Remix)
- 2016 Nial Horan – „This Town” (Tiësto Remix)
- 2017 Matthew Koma – „Hard To Love” (Tiësto Big Room Remix)
- 2017 Kygo feat. Selena Gomez – „It Ain’t Me” (Tiësto’s AFTR:HRS Remix)
- 2017 Miley Cyrus – „Malibu” (Tiësto Remix)
- 2017 French Montana feat. Swae Lee – „Unforgettable” (Tiësto & Dzeko AFTR:HRS Remix)
- 2017 Z.Tao – „Time” (Tiësto Big Room Remix)
- 2017 Marshmello feat. Khalid – „Silence” (Tiësto Big Room Remix)
- 2017 Pink – „What About Us” (Tiësto’s AFTR:HRS Remix)
- 2018 MC Fioti, J Balvin & Future – „Bum Bum Tam Tam” (Tiësto & SWACQ Remix)
- 2018 Ed Sheeran – „Happier” (Tiësto’s AFTR:HRS Remix)
- 2018 Tiësto & Dzeko feat. Preme & Post Malone – „Jackie Chan” (Tiësto Big Room Remix)
- 2019 Niels van Gogh – „Pulverturm” (Tiësto Big Room Remix)
- 2019 Clean Bandit feat. Ellie Goulding – „Mama” (Tiësto Big Room Remix)
- 2019 Billie Eilish – „Bad Guy” (Tiësto Big Room Remix)
- 2019 Dynoro & Ina Wroldsen – „Obsessed” (Tiësto Remix)
- 2019 Avicii feat. Vargas & Lagola & Agnes – „Tough Love” (Tiësto Remix)
- 2019 Martin Garrix feat. Macklemore & Patrick Stump – „Summer Days” (Tiësto Remix)
- 2019 Illenium feat. Jon Bellion – „Good Things Fall Apart” (Tiësto’s Big Room Remix)
- 2019 Coldplay – „A Sky Full Of Stars” (Tiësto vs. DJ Mars Tomorrowland 2019 Bootleg)
- 2019 A Boogie Wit Da Hoodle – „Look Back At It” (Tiësto & SWACQ Remix)
- 2020 Halsey – „You Should Be Sad” (Tiësto Remix)
- 2020 John Newman – „Stand By Me” (Tiësto Remix)
- 2020 Will Ferrel & My Mariane – „Double Trouble” (Tiësto Euro 90s Tribute Remix)
- 2020 Jubël feat. Neimy – „Dancing in the Moonlight” (Tiësto Remix)
- 2020 Joel Corry & MNEK – „Head & Heart” (Tiësto Remix)
- 2020 Katy Perry feat. Aitana – „Resilient” (Tiësto Remix)
- 2023 Aqua - Barbie Girl (Tiësto Remix)

## Filmografia
| Tytuł                                                            | Rok  | Rola        | Uwagi                                                       | Źródło |
| ---------------------------------------------------------------- | ---- | ----------- | ----------------------------------------------------------- | ------ |
| „Raves: The Experience”                                          | 2000 | jako on sam | film dokumentalny, reżyseria: Hamish Hamilton               | [ 46 ] |
| „Tussen de sterren”                                              | 2003 | jako on sam | serial dokumentalny                                         | [ 47 ] |
| „Hey DJ”                                                         | 2003 | jako on sam | film fabularny, reżyseria: Migel Delgado, Jon Jacobs        | [ 48 ] |
| „Pete Tong: Historia głuchego didżeja”                           | 2004 | jako on sam | film fabularny, reżyseria: Michael Dowse                    | [ 49 ] |
| „Liquid Vinyl”                                                   | 2005 | jako on sam | film dokumentalny, reżyseria: Taylor Neary                  | [ 50 ] |
| „Tiësto, een verlegen jongen”                                    | 2011 | jako on sam | film dokumentalny, reżyseria: Mark Limburg                  | [ 51 ] |
| „EDC 2013: Under the Electric Sky”                               | 2014 | jako on sam | film dokumentalny, reżyseria: Dan Cutforth, Jane Lipsitz    | [ 52 ] |
| „Soundbreaking: Stories from the Cutting Edge of Recorded Music” | 2016 | jako on sam | serial dokumentalny, reżyseria: Maro Chermayeff, Jeff Dupre | [ 53 ] |